# Hong Kong Stock Exchange
Hong Kong Stock Exchange, abreviat HKEX, este o bursă din Hong Kong, pe care sunt listate companii cu o capitalizare de peste 2 trilioane $.

## Istorie
Piața de valori din Hong Kong poate fi urmărită până în 1866, însă piața de capital a fost înființată oficial în 1891, când a fost înființată Asociația Burselor de Valori din Hong Kong. A fost redenumit Bursa din Hong Kong în 1914. 
Până în 1972, Hong Kong avea patru burse în funcțiune. Apoi a fost solicitată formarea unei burse unificate. Bursa de valori a Hong Kong Limited a fost înființată în 1980, iar tranzacționarea la bursă a început în cele din urmă la 2 aprilie 1986. Din 1986 au avut loc o serie de evoluții majore. Accidentul de pe piață din 1987 a scos la iveală neajunsuri pe piață și a dus la solicitarea unei reforme complete a industriei de valori mobiliare din Hong Kong. Acest lucru a condus la schimbări semnificative de reglementare și la dezvoltarea infrastructurii. Ca urmare, Securities and Futures Commission (SFC) a fost înființată în 1989 ca autoritate unică de reglementare a pieței valorilor mobiliare. 